# Vernířovice
Vernířovice (dawniej Šumperská Teplice, niem. Wermsdorf) – gmina w Czechach, w powiecie Šumperk, w kraju ołomunieckim. Według danych z dnia 1 stycznia 2017 liczyła 213 mieszkańców.

## Turystyka
W Vernířovicach znajduje się hotel „Reoneo” oraz baza pensjonatów: „Ranch M”, „Sam” i „U Čarodějky”.
Z miejscowości prowadzą dwa szlaki turystyczne na trasach:
  Vernířovice – góra Špičák – szczyt Čertova stěna – Jelení studánka – przełęcz Sedlo pod Jelení studánkou – góra Jelenka – przełęcz Mravenčí sedlo – Zelené kameny – Ztracené skaly – Nad Skřítkem;
  Vernířovice – dolina potoku Merta – Štětínov – Sobotín,
oraz przechodzą dwa szlaki rowerowe:
 (nr 6187) Vernířovice – Maršíkov – Velké Losiny – Rapotín – Vikýřovice – Šumperk;
 U Bochnerovy boudy – Klepáčov – dolina potoku Ztracený p. – Vernířovice – Semidvory – góra Rudná hora – przełęcz Vlčí sedlo – góra Čepel – Pod Vlčím sedlem.
Na wschodnim stoku góry Svobodínská paseka znajduje się trasa narciarstwa zjazdowego:
 długość około 450 m z wyciągiem narciarskim, określona jako łatwa.
W Vernířovicach zlokalizowano również trasę narciarstwa biegowego:
 Vernířovice, U Lípy – dolina potoku Ztracený p. – Svobodínské paseky.